# 1874 en Bretagne
 Chronologie de la Bretagne
- 1870
- 1871
- 1872
- 1873
- 1874
- 1875
- 1876
- 1877
- 1878

Cette page recense des événements qui se sont produits durant l'année 1874 en Bretagne.

## Société
- Suite et fin de l'épidémie de Typhus dans les arrondissements de Brest, de Quimper, et de Morlaix[1].

## Culture
- Publication de Souvenirs d'enfance et de jeunesse de Chateaubriand, à partir d'une copie faite en 1826 par Juliette Récamier[2].

## Naissances
- 11 avril à Brest : Léon Jullemier (décédé à Paris VIe le 7 septembre 1960), médecin et officier français.

- 31 octobre à Brest : Gaston Auguste Esnault, mort le 17 septembre 1971 à Boulogne-Billancourt, professeur de l’enseignement secondaire, agrégé de l'Université, lexicographe et spécialiste de linguistique et de littérature qui a publié des études savantes sur l'argot en France, d’une part, et sur la langue bretonne et la littérature bretonne, d’autre part.

## Sources